# Andrea Procaccini
Andrea Procaccini (Rome, 14 janvier 1671 - Real Sitio de San Ildefonso en Espagne, 1734) est un peintre italien baroque qui a été actif à Rome puis en Espagne.
Il a été  l'élève de  Carlo Maratta, œuvra à Rome puis passa les dix dernières années de sa vie  en Espagne à la cour du roi Philippe V comme Maestro de Obras Reales.
Stefano Pozzi a été de ses élèves avant son départ en Espagne.

## Œuvres
- Le Prophète Daniel, à l'archibasilique Saint-Jean-de-Latran.
- Cartons des tapisseries  de la série de Don Quichotte intitulée Aventure des bœufs, réalisée à la manufacture des Vandergoten pour la décoration du palais royal du Pardo.
- Cardinal Borja, huile sur toile, 248 × 176 cm, vers 1721, musée du Prado[1].

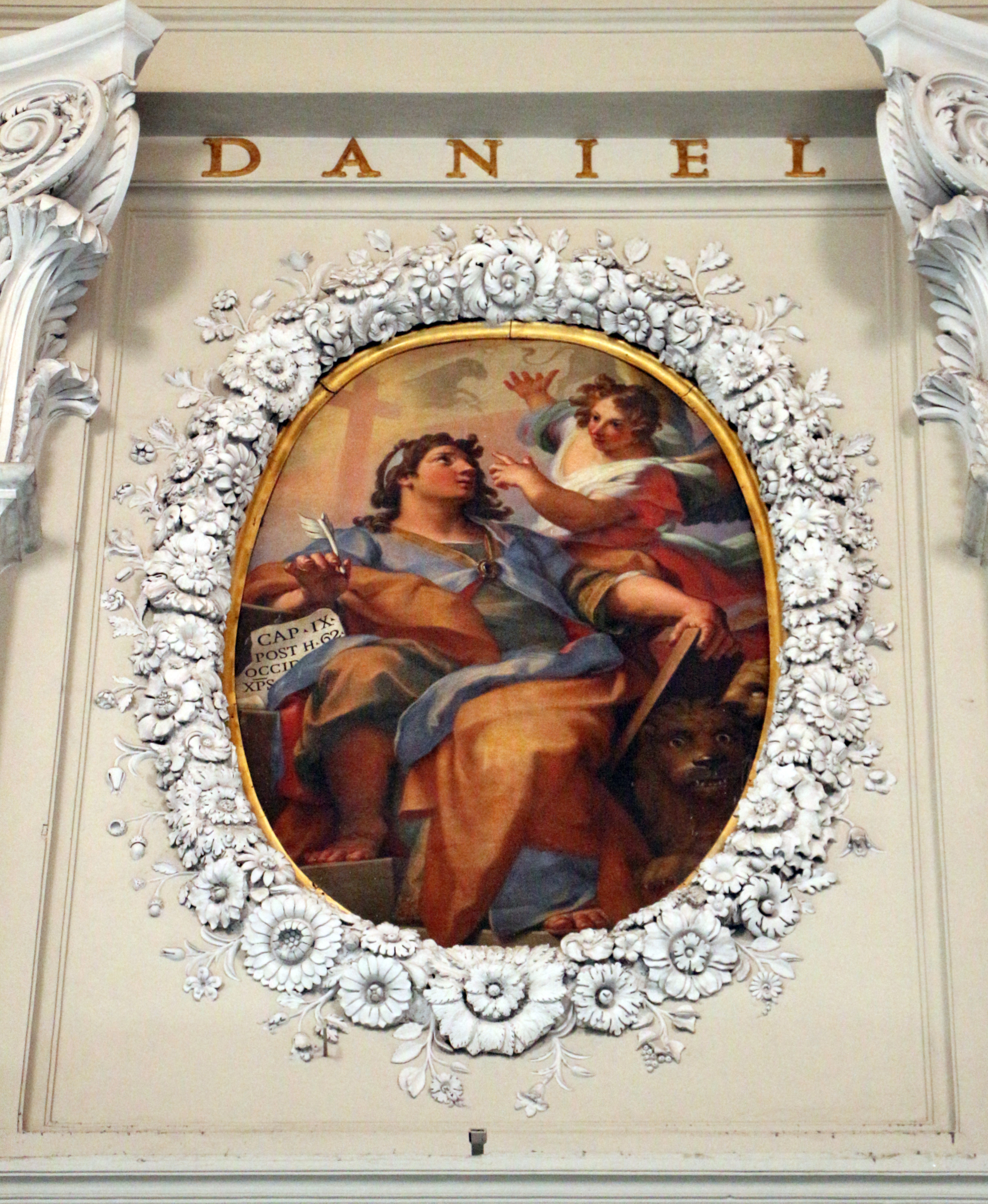
Daniel
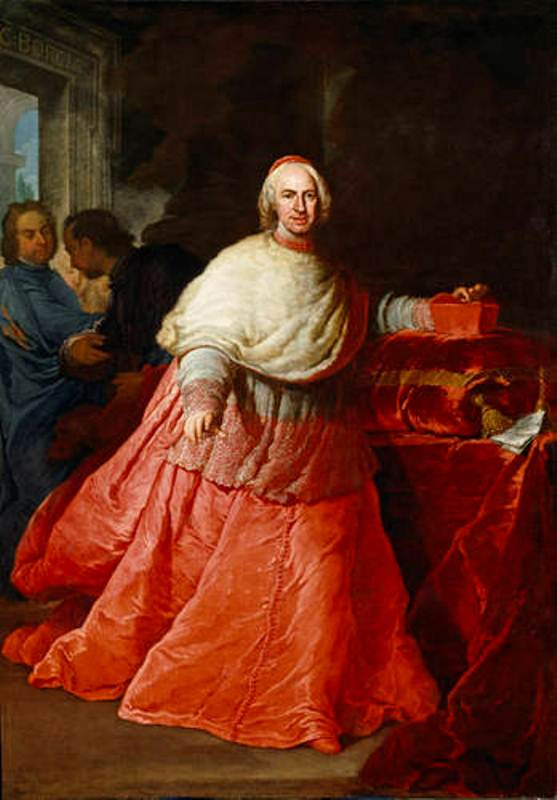
Cardinal Borja